# Verilarca
Verilarca is een geslacht van tweekleppigen uit de  familie van de Noetiidae.

## Soorten
- Verilarca bivia Iredale, 1939
- Verilarca deliciosa (Iredale, 1939)
- Verilarca fausta (Habe, 1951)
- Verilarca interplicata (Grabau & King, 1928)
- Verilarca mortenseni (Lynge, 1909)
- Verilarca thielei (Schenck & Reinhart, 1938)